# Basket Rimini 1993-1994
Questa voce raccoglie le informazioni riguardanti il Basket Rimini, sponsorizzato Olio Monini, nelle competizioni ufficiali della stagione 1993-1994.

## Verdetti stagionali
- Campionato di Serie A2:
  - stagione regolare: 3º posto su 16 squadre (bilancio di 21 vittorie e 9 sconfitte);
  - play-out di A1 / play-off di A2: 2º posto su 6 squadre nel girone giallo.

La guardia Larry Middleton

## Roster
| Giocatori |
| --------- |

|  | Naz.                   | Ruolo | Sportivo             | Anno | Alt. |  |  |
|  | ---------------------- | ----- | -------------------- | ---- | ---- |  |  |
|  | Italia (bandiera)      | C     | Renzo Semprini       | 1972 | 207  |  |  |
|  | Italia (bandiera)      | PG    | Matteo Benzi         | 1975 | 194  |  |  |
|  | Italia (bandiera)      | PG    | Massimiliano Romboli | 1971 | 192  |  |  |
|  | Italia (bandiera)      | A     | Matteo Panichi       | 1972 | 205  |  |  |
|  | Stati Uniti (bandiera) | G     | Larry Middleton      | 1965 | 190  |  |  |
|  | Brasile (bandiera)     | C     | Israel Andrade       | 1960 | 206  |  |  |
|  | Italia (bandiera)      | A     | Massimo Ruggeri      | 1972 | 204  |  |  |
|  | Italia (bandiera)      | P     | Paolo Calbini        | 1972 | 183  |  |  |
|  | Italia (bandiera)      | C     | Roberto Terenzi      | 1960 | 204  |  |  |
|  | Italia (bandiera)      | A     | Andrea Sales         | 1971 | 198  |  |  |

| Staff tecnico                     |
| --------------------------------- |
| Allenatore: Massimo Bernardi      |
| dal 23 febbraio Mauro Di Vincenzo |

| Giocatori acquisiti a stagione in corso |
| --------------------------------------- |

| Giocatori ceduti a stagione in corso |
| ------------------------------------ |

 LegaBasket: Dettaglio statistico (archiviato dall'url originale il 17 novembre 2015).